# Austrijska ženska rukometna reprezentacija
Austrijska ženska rukometna reprezentacija predstavlja državu Austriju u športu rukometu.

## Poznate igračice
- Tatjana Logwin
- Gabriela Rotis Nagy
- Stephanie Ofenböck
- Ausra Fridrikas
- Jasna Merdan-Kolar, naturalizirana bivša jugoslavenska reprezentativka

## Nastupi naEP
- Njemačka 1994.: 9. mjesto
- Danska 1996.: 3. mjesto
- Nizozemska 1998.: 4. mjesto
- Rumunjska 2000.: 12. mjesto
- Danska 2002.: 9. mjesto
- Mađarska 2004.: 10. mjesto
- Švedska 2006.: 10. mjesto
- Makedonija 2008.: 15. mjesto
- Danska i Norveška 2010. - nisu se kvalificirali
- Srbija 2012. - nisu se kvalificirali
- Hrvatska i Mađarska 2014. - nisu se kvalificirali
- Švedska 2016. - nisu se kvalificirali
- Francuska 2018. - nisu se kvalificirali
- Danska 2020. - nisu se kvalificirali
- Slovenija, Sjeverna Makedonija i Crna Gora 2022. - ...
- Austrija, Mađarska i Švicarska 2024. - kvalificirali se kao domaćini